# Nolina orbicularis
Nolina orbicularis (nombre común soyate, al igual que otras especies) es una planta con aspecto de palmera de la familia Asparagaceae. Nolina es un nombre genérico otorgado en honor del botánico francés Abbé P. C. Nolin. El nombre común, soyate, es derivado de la palabra náhuatl “zoyatl”, que significa palmar, de la cual se forma el aztequismo “soyate”, que alude a las hojas de la planta. Es endémica de México.

## Descripción
Son plantas dioicas, arborescentes de 1 a 5 m de alto; troncos ramificados en la parte superior de una o dos veces, con rosetas foliares terminales de alrededor de 1 m de diámetro, follaje caducifolio bajo las rosetas y no a lo largo de toda la rama o de los tallos, pero que permanecen en el tallo hasta la salida de nuevas hojas, presenta una corteza largamente fisurada con textura corchosa gruesa en la base de la planta.
Las hojas son largas y estrechas, de 67 a 92 cm de largo por 1.4 a 1.6 cm de ancho, márgenes denticulados con dientes de alrededor de 0.1 mm de largo, con uno o dos dientecillos por cada mm, son quebradizos, con una a tres cúspides por diente, de color rojizo con la edad, base de la hoja triangular, de 4 a 7 cm de largo, 4 a 6 cm de ancho en la parte inferior y de dos a cinco cm de ancho en la superior.
La inflorescencia es una panícula de 1 a 2 m de largo, con brácteas del escapo largo y estrecho, de aproximadamente 43 cm de largo por 3 cm de ancho en la base, de color café amarillento, con ramas de la inflorescencia perpendiculares a dispersas con relación al eje, de hasta 25 cm de largo, con ramillas secundarias hasta de 9 cm de largo en la base y hasta 1 cm en el ápice, la ramilla terminal central de 5 a 10 cm de largo, todas con nudos de flores poco densas distribuidos, brácteas debajo de las ramas y ramillas alargadas y estrechas, hasta de 14 cm de largo por 3 cm de ancho en la base, con márgenes dentados; flores  estaminadas, de 2 a 8 por nudo, de 4 a 5 mm de diámetro, sobre pedicelos de 4 a 5 mm de largo, tépalos lanceolados, de alrededor de 3 mm de largo y 1.5 a 2 mm de ancho, blancos a color crema.
Las flores son pistiladas de 2 a 4 por nudo, sobre pedicelos de 2 a 4 mm de largo, cada pedicelo con una bractéola triangular debajo y todas rodeadas por una bractéola largamente triangular, de 3 a 4 mm de largo, membranácea, blanca a color crema, tépalos de 2.5 a 3 mm de largo, blancos a color crema con la parte central ligeramente obscurecida.
Presenta de dos a cuatro frutos por nudo, sobre pedicelos de 6 a 8 mm de largo, casi redondos, de alrededor de 0.8 a 0.9 cm de largo por 1 cm de ancho, lóbulos con un margen ligeramente engrosado, hendidura apical de hasta 3 mm de profundidad.
Las semillas ovadas a anchamente fusiformes, de 4 a 5 mm de largo por 3 a 4 mm de ancho, testa casi lisa de color marrón claro o amarillento.
Similar a N. parviflora en el hábito arborescente, pero diferente de ella por sus hojas lineales más cortas (67 a 92 cm de largo) y estrechas (1.4 a 1.6 cm de ancho) con una ligera constricción sobre la base, ápices enteros; ramas de inflorescencia divaricadas, pedicelos de flores estaminadas de 4 a 5 mm de largo articuladas a 1/3 de la base, flores pistiladas de 2 a 4 por nudo y frutos casi redondos.

## Distribución y hábitat
El género Nolina está compuesto de 21 a 30 especies, todas presentes en México. Su distribución abarca desde los Estados Unidos hasta Centroamérica. Nolina orbicularis se distribuye en la parte central de la Faja Volcánica Transmexicana y serranías de origen ígneo al sur de la Mesa Central de México, en los Estados de Guanajuato, San Luis Potosí y Querétaro.
Se encuentra en bosques de encino, de  pino-encino  con Arbutus  y  en matorrales rosetófilos a veces en transición con matorrales espinosos, sobre pendientes pronunciadas en altitudes que van desde los  1300  a  los  2700  m s. n. m. Presenta  flores  de  marzo a agosto  y  frutos de  mayo a octubre. En  las  poblaciones  naturales  del  área  de  estudio  presenta  pocos  individuos,  por lo que  se considera  como  una  especie  rara  que  deberá  ser  protegida  para  su  conservación.  En  la  región se le conoce con el nombre común de “soyate.”

## Estado de conservación
Es una especie  de reciente registro (2020), que no se encuentra bajo alguna categoría de protección en México, de acuerdo a la NOM-059- ECOL- SEMARNAT- 2010. Aunque si se encuentra clasificada como especie vulnerable (VU) por la lista roja de la IUCN. Sin embargo, es una especie que de acuerdo a su área de distribución, el cambio de uso de suelo puede tener efectos negativos en sus poblaciones.
En  las  poblaciones  naturales de San Luis Potosí, Guanajuato y Querétaro, son pocos  individuos registrados,  por  lo  que  se considera como  una  especie  rara  que  deberá  ser  protegida  para  su  conservación.